# Chantal Galladé
Chantal Juliane Galladé, née le 17 décembre 1972 à Winterthour (originaire d'Isérables), est une personnalité politique suisse, membre du parti socialiste jusqu'en février 2019 et députée du canton de Zurich au Conseil national de 2003 à 2018.

## Biographie
Chantal Juliane Galladé grandit à Winterthour. Elle a une sœur, de 10 ans son aînée, et un frère, de 2 ans son cadet. Lorsqu'elle a 11 ans, leur père se suicide avec un fusil d'ordonnance,. 
Elle fait d'abord un apprentissage d'employée de commerce de 1989 à 1992, puis suit les cours de l'École cantonale de maturité pour adultes de 1993 à 1996,. Elle étudie à partir de 1997 à l'Université de Zurich et y décroche en 2008 une licence en pédagogie,. D'août 2000 à fin 2003, elle est enseignante en parallèle dans une école professionnelle.  
Elle est mère de deux filles, nées en 2004 et 2015. L'aînée, Aline Amélie, a ouvert la session de 2019 du Parlement des jeunes,. Elle a été en couple pendant plusieurs années avec le politicien Daniel Jositsch.  
Son frère cadet, Nicolas Galladé, est également engagé en politique. Il est membre de l'exécutif de Winterthour depuis 2010 sous les couleurs du Parti socialiste, après avoir été membre des législatifs de Winterthour et du canton de Zurich.

## Parcours politique
Elle entre au parti socialiste à 17 ans, motivée notamment par la catastrophe de Tchernobyl. Trois ans plus tard, en 1992, elle crée le parlement des jeunes dans sa ville de Winterthour. 
En 1997, elle est élue au parlement cantonal à 24 ans. Elle y siège jusqu'en octobre 2003, date à laquelle est élue au Conseil national.
En 2007, elle est candidate aux deux Chambres. Réélue à la Chambre basse, elle se retire finalement de la course au Conseil des États après le premier tour, où elle était arrivée en tête des candidats de la gauche et du centre, au profit de la vert'libérale Verena Diener afin de barrer la route à l'UDC Ueli Maurer.
Elle est de nouveau réélue au Conseil national en 2011 et 2015. En décembre 2018, elle démissionne du Conseil national après avoir été élue à la mi-juin 2018 à la présidence de l'administration scolaire du district de Winterthour.
En février 2019, elle annonce qu'elle quitte le parti socialiste pour rejoindre les Vert'libéraux, dénonçant le positionnement du premier par rapport à l'accord-cadre avec l'Union européenne et estimant qu'il s’est trop éloigné de la ligne europhile et progressiste qui lui est chère.

### Positionnement politique
Proche de Moritz Leuenberger, elle incarnait l'aile libérale du Parti socialiste suisse, prônant notamment en automne 2005 l'ouverture des commerces dans les gares le dimanche et le libre choix de l'école en 2008. 
En 2007, elle publie avec Daniel Jositsch un plan en 12 points pour résoudre la question de la violence juvénile et des problèmes scolaires.